# Maja Knochenhauer
Maja Karolina Knochenhauer, född 10 november 1983, är en svensk författare och arkitekt.

## Biografi
Maja Knochenhauer är född och uppvuxen i Stockholm och utbildade sig till arkitekt i Göteborg, Oslo och Stockholm. Hon debuterade 2021 med bilderboken Bokstavshusen tillsammans med Jonas Tjäder, som belönades med Elsa-Beskow-plaketten.  Boken har även omarbetats med nya byggnader och verser, och getts ut på andra språk.

### Familj
Maja Knochenhauer är gift med författaren, illustratören och arkitekten Jonas Tjäder och har två barn.  

## Priser och utmärkelser
- 2022 - Elsa Beskow-plaketten för Bokstavshusen